# 20e armée (Japon)
Pour les articles homonymes, voir 20e armée.
La 20e armée (第20軍, Dai-ni-jū gun) est une unité de l'armée impériale japonaise basée en Chine durant la Seconde Guerre mondiale.

## Histoire
La 20e armée est créée le 10 septembre 1941 au sein de l'armée japonaise du Guandong et affectée dans la province du Heilongjiang au nord du Mandchoukouo comme force de garnison et de surveillance des frontières. Elle passe sous le contrôle administratif de la 1re armée régionale le 4 juillet 1942. Le 19 octobre 1944, elle est transférée en Chine centrale sous le contrôle de la 6e armée régionale pour devenir la force de garnison de zones laissées sans défense par l'avancée des troupes vers le sud durant l'opération Ichi-Go. Du 9 avril 1945 au 7 juin 1945, elle participe à l'offensive de la bataille de l'ouest du Hunan, la dernière offensive importante des Japonais de la seconde guerre sino-japonaise, lors de laquelle elle subit de lourdes pertes. Après la reddition du Japon, la 20e armée passe sous le contrôle du gouvernement du Kuomintang et est affectée au maintien de l'ordre public jusqu'à sa dissolution officielle le 15 juillet 1946 à Hengyang dans la province du Hunan.

## Controverse historique
Certains ouvrages occidentaux ont des difficultés à différencier la 20e armée et la 11e armée qui appartiennent toutes les deux au groupe de la 6e armée régionale.

## Commandement

### Commandants
|   | Nom                                 | De                | À              |
| - | ----------------------------------- | ----------------- | -------------- |
| 1 | Lieutenant-général Kameji Seki      | 11 septembre 1941 | 11 mars 1943   |
| 2 | Lieutenant-général Masaki Honda     | 11 mars 1943      | 8 avril 1944   |
| 3 | Lieutenant-général Kazuyoshi Banzai | 8 avril 1944      | Septembre 1945 |

### Chef d'État-major
|   | Nom                             | De               | À                |
| - | ------------------------------- | ---------------- | ---------------- |
| 1 | Major-général Shiori Nagura     | 2 octobre 1941   | 1er juillet 1942 |
| 2 | Major-général Sadatake Nakayama | 1er juillet 1942 | 7 février 1944   |
| 3 | Major-général Taro Kawame       | 7 février 1944   | 15 juin 1945     |
| 4 | Major-général Yoji Ichikawa     | 15 juin 1945     | Septembre 1945   |